# Schodnenskaja
Schodnenskaja (Russisch: Сходненская, Schodnenskaja uitspraakⓘ) is een station aan de Tagansko-Krasnopresnenskaja-lijn van de Moskouse metro. 

## Geschiedenis
Schodnenskaja is het eerste enkelgewelfdstation in Moskou na Aeroport uit 1938. Het station werd begin jaren 1970 ontworpen toen architecten weer belangstelling kregen voor enkelgewelfde stations. De metrostations Plosjtsjad Moezjestva en Politechnitsjeskaja in Sint-Petersburg luidden de nieuwe reeks enkelgewelfde stations in, hoewel in Moskou een andere techniek toegepast werd dan in St. Petersburg. In Moskou betekende het een breuk met de vanzelfsprekendheid dat ondiep gelegen stations als duizendpoot, het standaardontwerp uit 1961, werden gebouwd. Hoewel er later nog enkele duizendpoten zijn gebouwd heeft het enkelgewelfdstation vanaf midden jaren 1970 ingang gevonden in Moskou en de rest van de Sovjet-Unie.  De naam van het station in te danken aan Schodnja een plaats ten noorden van Moskou die door meerdere buslijnen met het metrostation verbonden is. Het station ligt in Joezjnoje Toesjino, het zuidelijke deel van de wijk die vanaf midden jaren 1960 ten noorden van het dorp Toesjino is opgetrokken. Het 102e station van de Moskouse metro werd op 28 december 1975 geopend. 

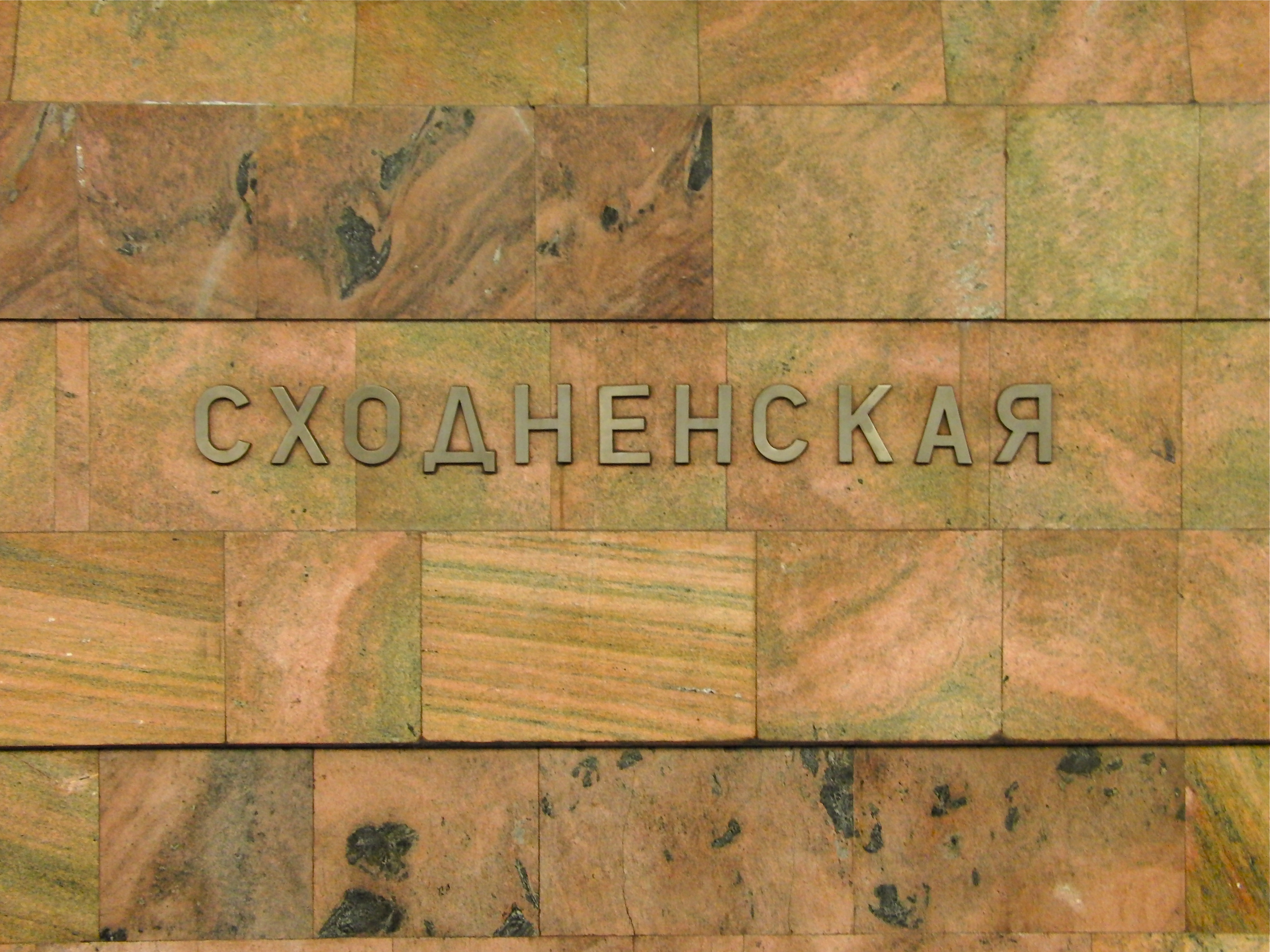
De stationsnaam op de tunnelwand
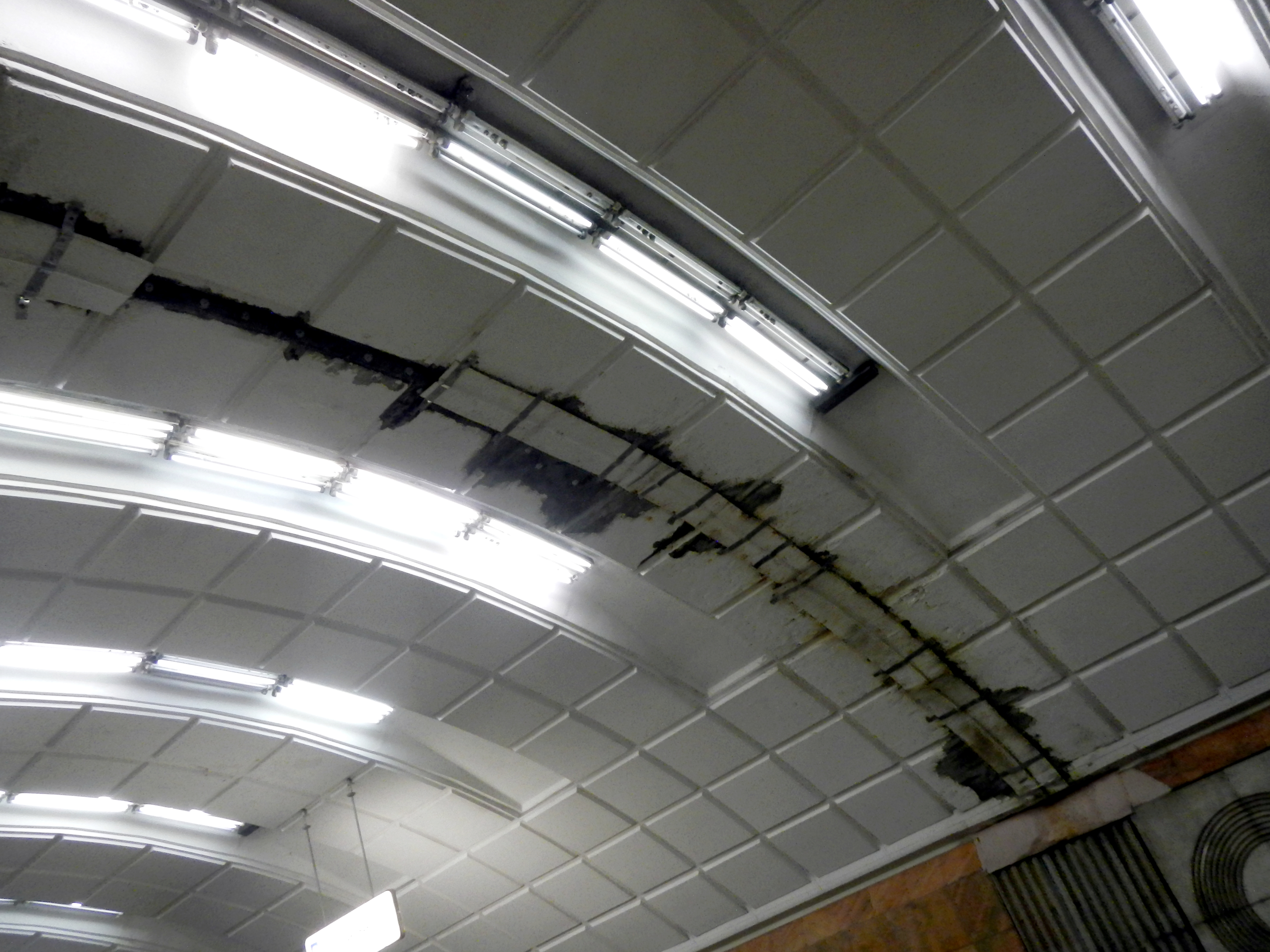
De scheur in het gewelf in december 2012
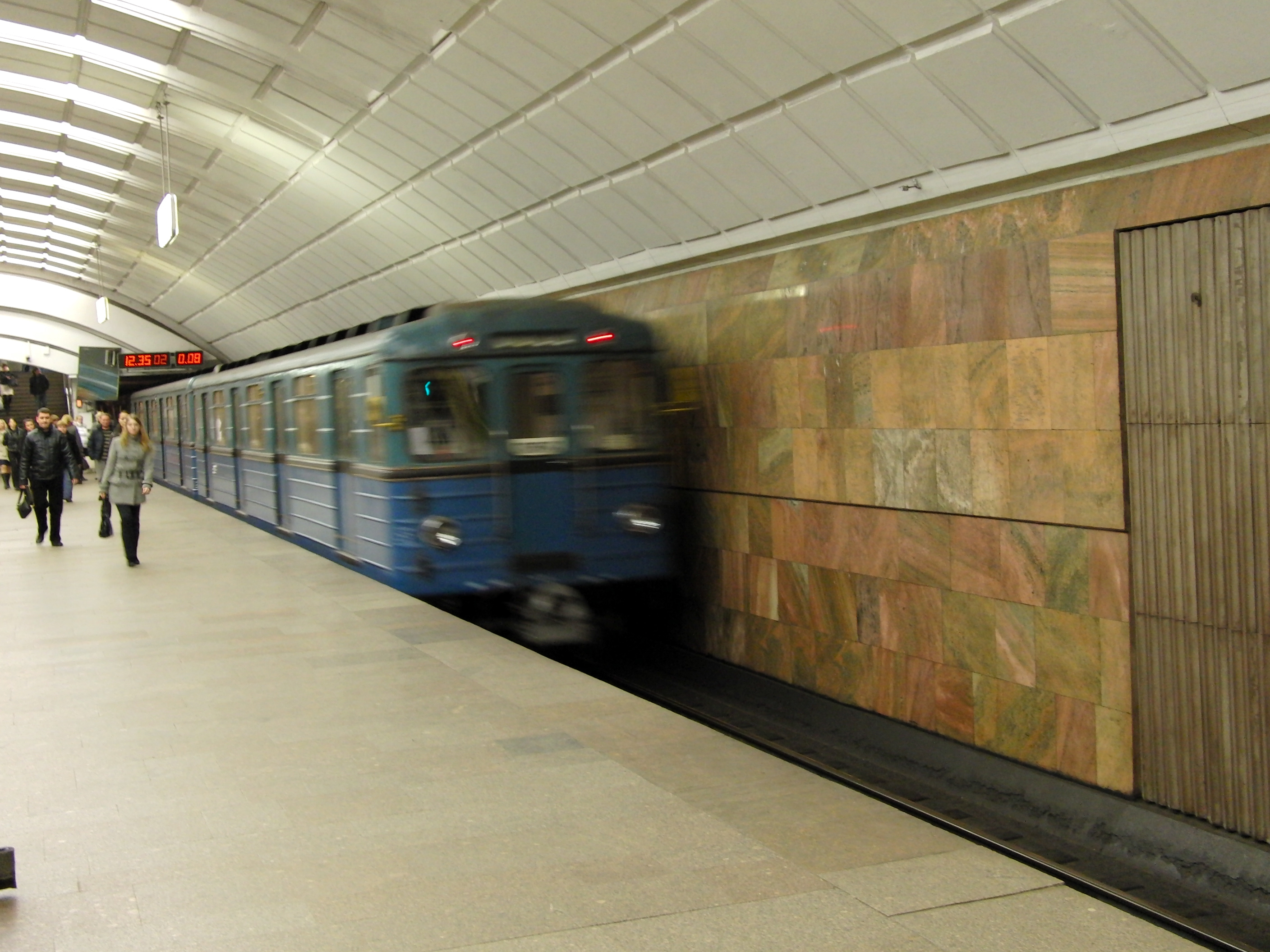
De trein naar het zuiden

## Ligging en inrichting
Het station ligt onder het plein waar de Schodnenskajastraat uit het zuiden, de Gerojev Panfilovtsevstraat uit het noorden, de Chimki Boulevard uit het oosten en de Jana Rajnisa Boulevard uit het westen op uit komen. Via de verdeelhallen zijn de toegangen op de vier hoeken van het plein met het eilandperron op 6 meter diepte verbonden. Aan de noordkant van het perron zijn er twee roltrappen en een lift terwijl de zuidkant alleen een vaste trap heeft. Het vrij lage gewelf rust op de tunnelwanden langs de sporen. De tunnelwanden zijn bekleed met roze marmer uit de Sloedjankagroeve en zijn versierd met panelen van gegoten aluminium. Het perron bestaat uit graniet en marmer in lichte tinten. Het gewelf is bekleed met vierkante platen, om de drie rijen is er een sleuf tussen de beplating waarin de tl-verlichting is opgehangen. Dankzij deze verlichting is het station erg helder, vergelijkbaar met een bovengrondsstation overdag, en maakt het geheel een ruime indruk.        
Eind 2012 was er een lekkage door een gescheurde sluitvoeg van het gewelf. Deze lekkage werd toegeschreven aan bouwwerkzaamheden voor het naastgelegen winkelcentrum Caleidoscope. De scheur werd in januari 2013 gedicht.

## Reizigersverkeer
Het station is een overstappunt tussen verschillende tram-, trolleybus- en buslijnen, waaronder die uit Schodnja, en de metro. Reizigers naar het centrum kunnen op oneven dagen vanaf 5:42 uur de metro nemen, op even dagen door de week is dat 1 minuut later en in het weekeinde al om 5:41 uur. In noordelijke richting vertrekt de eerste metro op oneven dagen om 5:52 uur. Op even dagen door de week is dat 1 minuut later en in het weekeinde om 5:51 uur.  